# Boulevard Albert-Einstein
Le boulevard Albert-Einstein est une voie nantaise.

## Situation et accès
Située dans le quartier Nantes Nord, l'artère débute au niveau du boulevard Martin-Luther-King et de la « porte de La Chapelle » du boulevard périphérique (RN844), pour se terminer route de La Chapelle-sur-Erdre, dans le prolongement du boulevard René-Cassin. Sur tout son tracé, entrecoupé de ronds-points, les deux circulations de sens contraires sont séparées par un terre-plein central planté.

## Origine du nom
en hommage au physicien Albert Einstein.

## Historique
Le boulevard est aménagé dans les années 1970, comme constituant la plus grande partie de la voie de l'évitement nord de Nantes. L'urbanisation des terrains environnants, surtout sur le côté sud, fut rapide, mais resta, en général, en retrait de la voie, ce qui lui donna ainsi une configuration de « boulevard paysager ».
Son nom actuel lui a été attribué par délibération du conseil municipal le 31 mars 1978.

## Bâtiments remarquables et lieux de mémoire
L'équipement le plus important construit sur son côté nord fut le centre de détention pour hommes, inauguré en 1981.